# Монпуан
Монпуан (1830–1905) — тимчасовий президент Гаїті з 23 серпня до 17 жовтня 1889 року.

## Життєпис
Як генерал збройних сил він очолив придушення повстання проти президента Буарон-Каналя в березні 1878. Після усунення від влади Франсуа Дені Лежитіма, 23 серпня 1889, його було призначено виконувачем обов'язків президента країни. 17 жовтня того ж року його наступником став колишній міністр сільського господарства Луї Іполит.